# Аугусти, Иоганн Христиан Вильгельм
Иоганн Христиан Вильгельм Аугусти (нем. Johann Christian Wilhelm Augusti; 27 октября 1772, Эшенберген — 28 апреля 1841, Кобленц) — протестантский богослов.

## Биография
Изучал в Йене богословие, занимал сначала в этом городе, потом в Бреслау и Бонне кафедры философии, богословия и восточных языков, впоследствии был назначен директором консистории.
Из его сочинений в своё время пользовались известностью следующие:
- «Grundriss einer histor.-kritischen Einleitung in das Alte Testament» (Лейпциг, 1806; 2 изд., 1827),
- «System der christ. Dogmatik» (Лейпц., 1809; 2 изд., 1825)
- «Lehrbuch der chr. Dogmengeschichte» (Лейпц., 1805; 4 изд., 1836).

Согласно ЭСБЕ, в конце XIX века ещё имели значение «Denkwürdigkerben aus der christ. Archäologie» (12 т., Лейпц., 1817—1831), которое он издал, также в извлечении, под заглавием «Handbuch der. chr. Archäologie» (3 т., Лейпц., 1836—37). Из оставшихся после него трудов Ницше издал «Beiträge zur christ. Kunstgeschichte und Liturgik» (2 т., Лейпц., 1841—46).